# Panticeu
Panticeu (ungarisch Páncélcseh) ist eine Gemeinde im Kreis Cluj in der Region Siebenbürgen in Rumänien.
Der Ort Panticeu ist auch unter den rumänisch veralteten Bezeichnungen Pânticeu und Panciceu bekannt.

## Geographische Lage

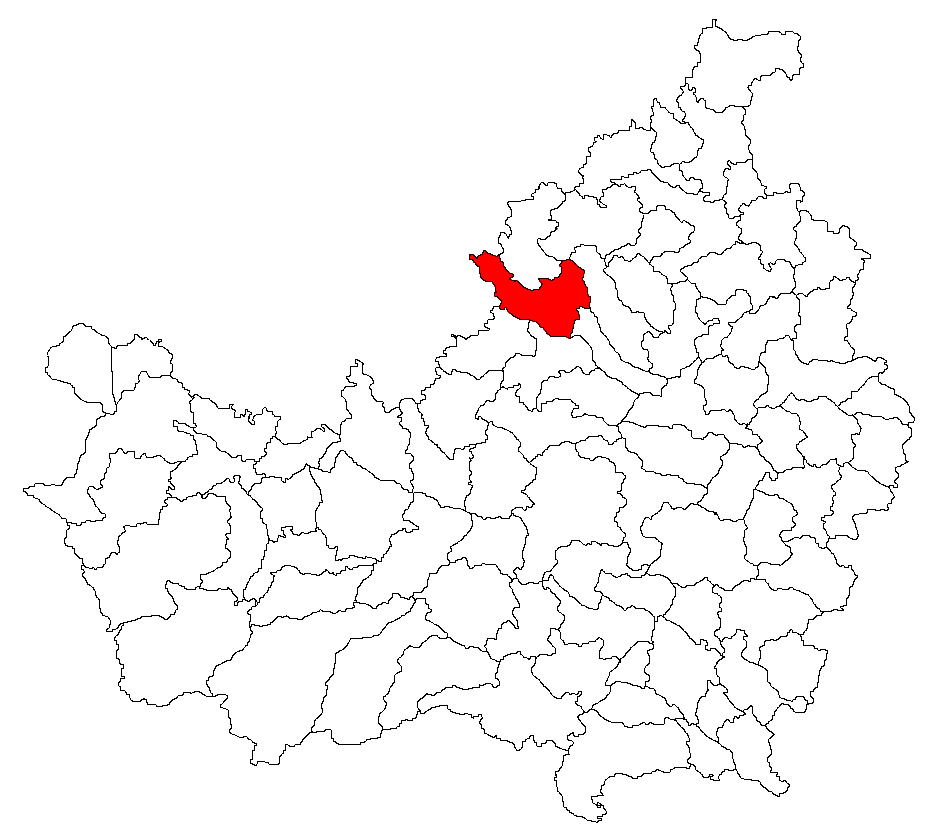
Lage der Gemeinde Panticeu im Kreis Cluj

Die Gemeinde Panticeu liegt im Westen des Siebenbürgischen Beckens im Somesch-Hochland (Podișul Someșan). Am Bach Lonea – ein linker Nebenfluss des Someșul Mic (Kleiner Somesch) – und an der Kreisstraße (Drum județean) DJ 161 befindet sich der Ort Panticeu etwa 40 Kilometer westlich von der Stadt Gherla (Neuschloss) und etwa 50 Kilometer nördlich von der Kreishauptstadt Cluj-Napoca (Klausenburg).

## Geschichte
Der Ort Panticeu wurde erstmals 1314 urkundlich erwähnt.
Auf eine Besiedlung bei Viile pustii (ungarisch Pusztaszölök) im eingemeindeten Dorf Cubleșu Someșan (ungarisch Magyarköblös) deuten archäologische Funde nach Angaben von Márton Roska bis in die Urgeschichte zurück. Zahlreiche archäologische Funde aus der Bronzezeit wurden auch auf dem Areal, von den Einheimischen ungarisch Hosszúalj genannt, des Dorfes Panticeu gemacht, diese befinden sich seit 1891 im Museum in Budapest. Die archäologischen Funde auf dem Areal Neagua des eingemeindeten Dorfes Sărata (ungarisch Szótelke) sind noch keinem Zeitraum zugeordnet.
Im Königreich Ungarn lag die heutige Gemeinde im Stuhlbezirks Csákigorbó (heute Gârbou) in der Gespanschaft Szolnok-Doboka. Anschließend gehörte die Gemeinde dem historischen Kreis Cluj und ab 1950 dem heutigen Kreis an.

## Bevölkerung
Die Bevölkerung der Gemeinde entwickelte sich wie folgt:
| 1850 | 3.400 | 2.676 | 488 | 2 | 234            |
| 1920 | 4.433 | 3.768 | 475 | - | 190            |
| 1941 | 5.487 | 4.433 | 875 | 1 | 178            |
| 1977 | 3.396 | 3.082 | 179 | - | 135            |
| 2002 | 2.001 | 1.706 | 84  | 1 | 210            |
| 2011 | 1.844 | 1.420 | 68  | - | 356 (Roma 242) |
| 2021 | 1.717 | 1.246 | 37  | - | 434 (Roma 294) |

Seit 1850 wurde auf dem Gebiet der heutigen Gemeinde die höchste Einwohnerzahl 1941 registriert. Die höchste Einwohnerzahl der Rumänen (4653) wurde 1956, der Magyaren 1941, die der Roma 2011 und die der Rumäniendeutschen (80) wurde 1910 registriert. Des Weiteren wurden bei einigen Volkszählungen auch je ein Slowake, Ukrainer oder Serbe registriert.
Die Hauptbeschäftigung der Bevölkerung sind die Landwirtschaft und die Viehzucht.

## Sehenswürdigkeiten
- In Panticeu die reformierte Kirche im 17. Jahrhundert errichtet, steht unter Denkmalschutz.[9]
- Im eingemeindeten Dorf Cătălina (ungarisch Szentkatolna) die Holzkirche Înălțarea Sfintei Cruci 1896 errichtet, steht unter Denkmalschutz.[9]
- Im eingemeindeten Dorf Cubleșu Someșan die reformierte Kirche 1774 errichtet, steht unter Denkmalschutz.[9]
- Im eingemeindeten Dorf Dârja (ungarisch Magyarderzse) die reformierte Kirche[10] im 13. Jahrhundert errichtet und im 15. erneuert, steht unter Denkmalschutz.[9]

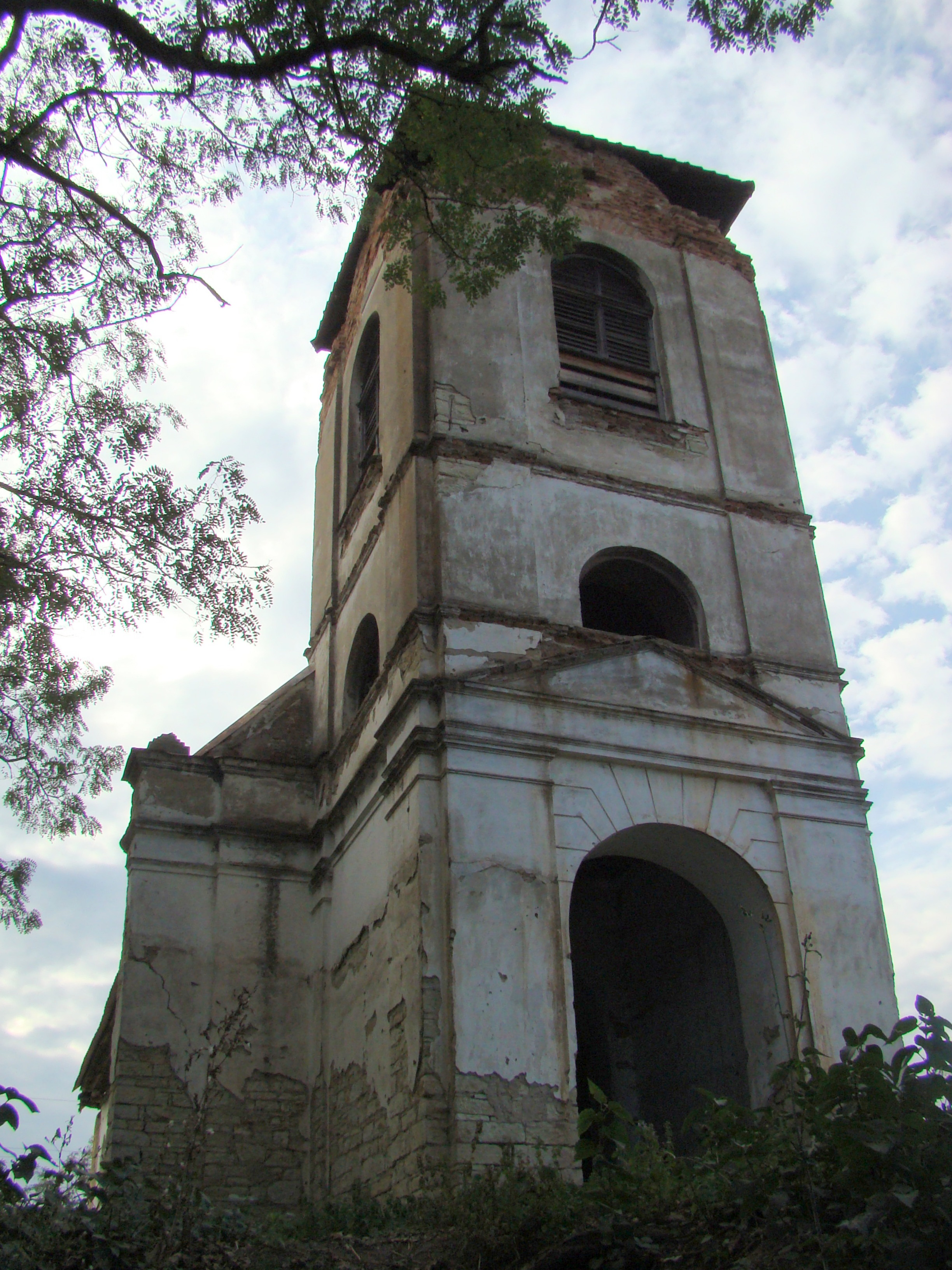
Reformierte Kirche in Panticeu
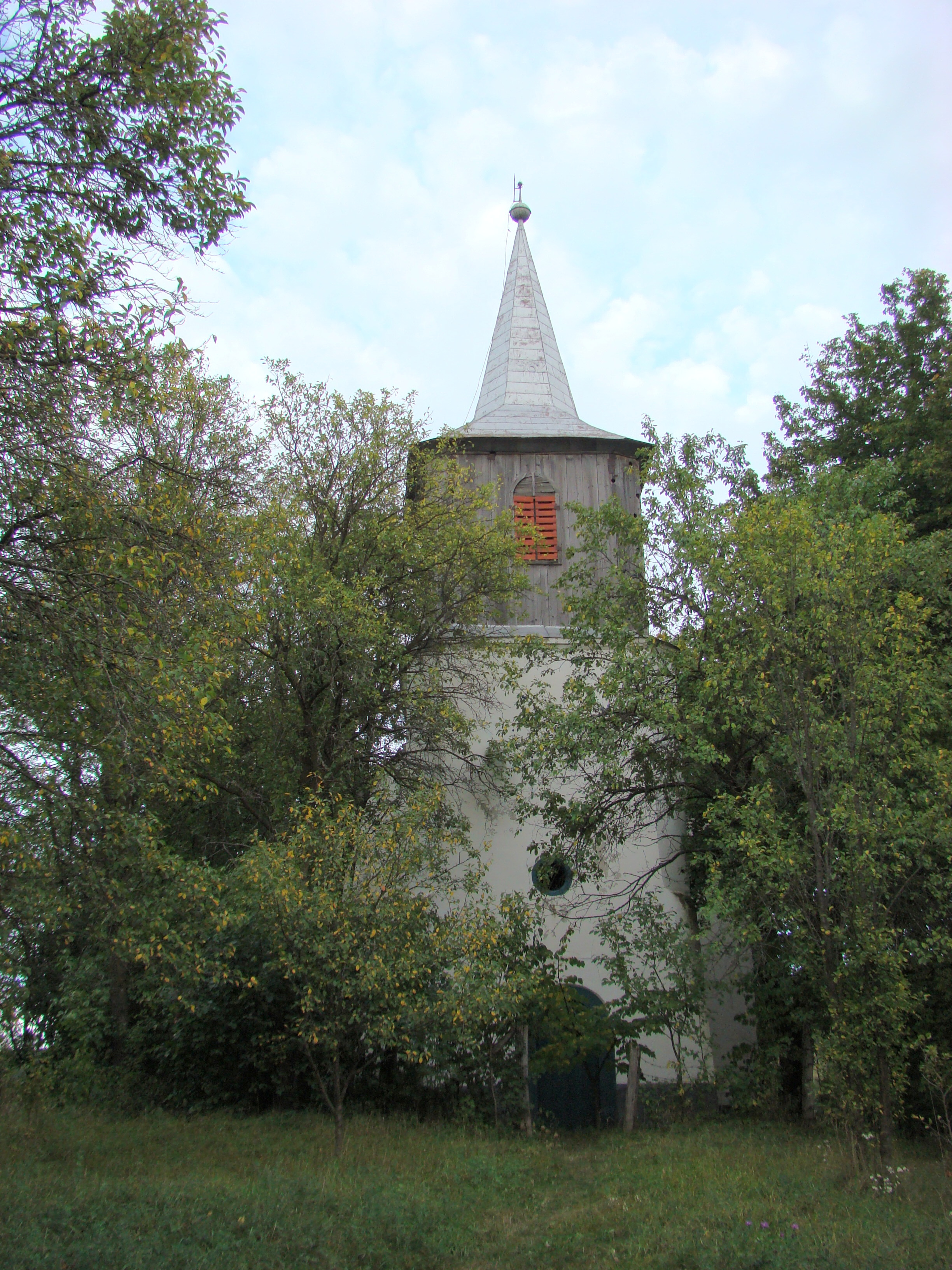
Reformierte Kirche in Cubleșu Someșan
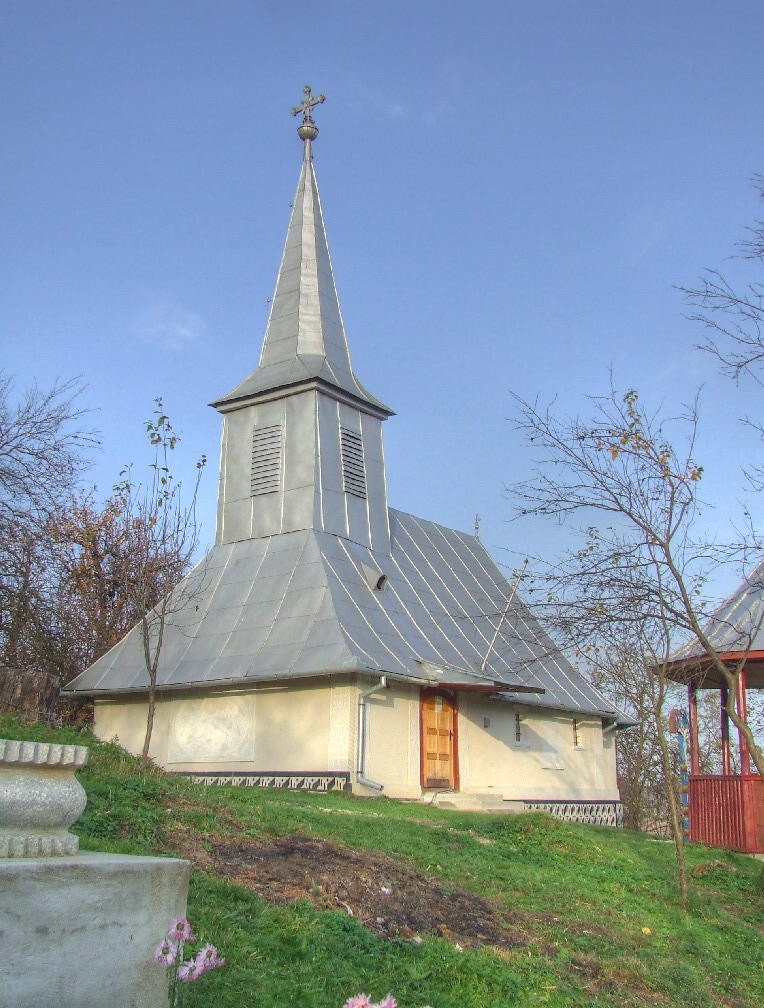
Holzkirche in Cătălina
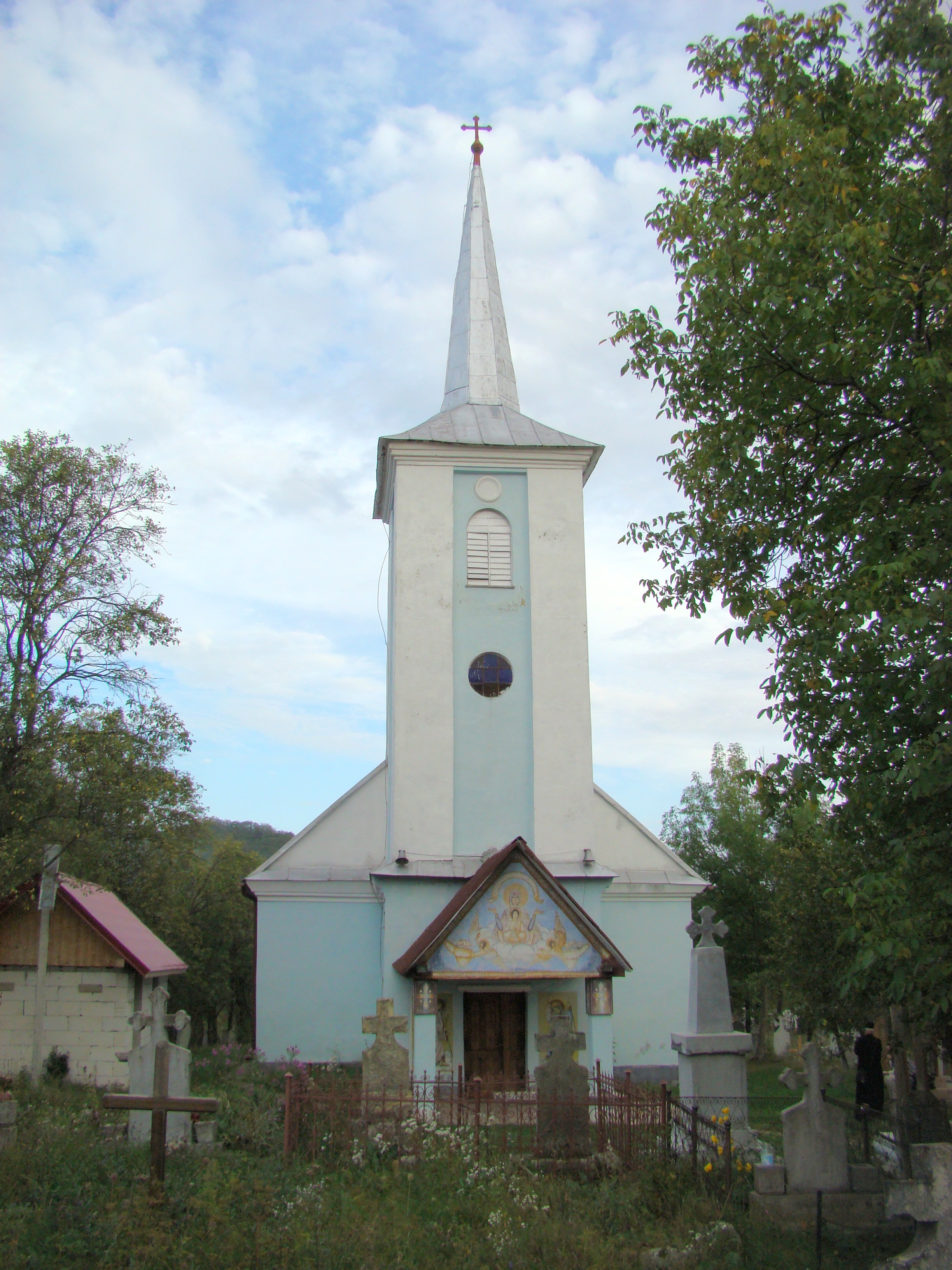
Orthodoxe Kirche in Cubleșu Someșan